# Liste der Klassischen Philologen an der Universität Breslau
Die Liste der Klassischen Philologen an der Universität Breslau zählt namhafte Hochschullehrer dieses Faches auf, die an der Schlesischen Friedrich-Wilhelms-Universität zu Breslau wirkten.

## Geschichte

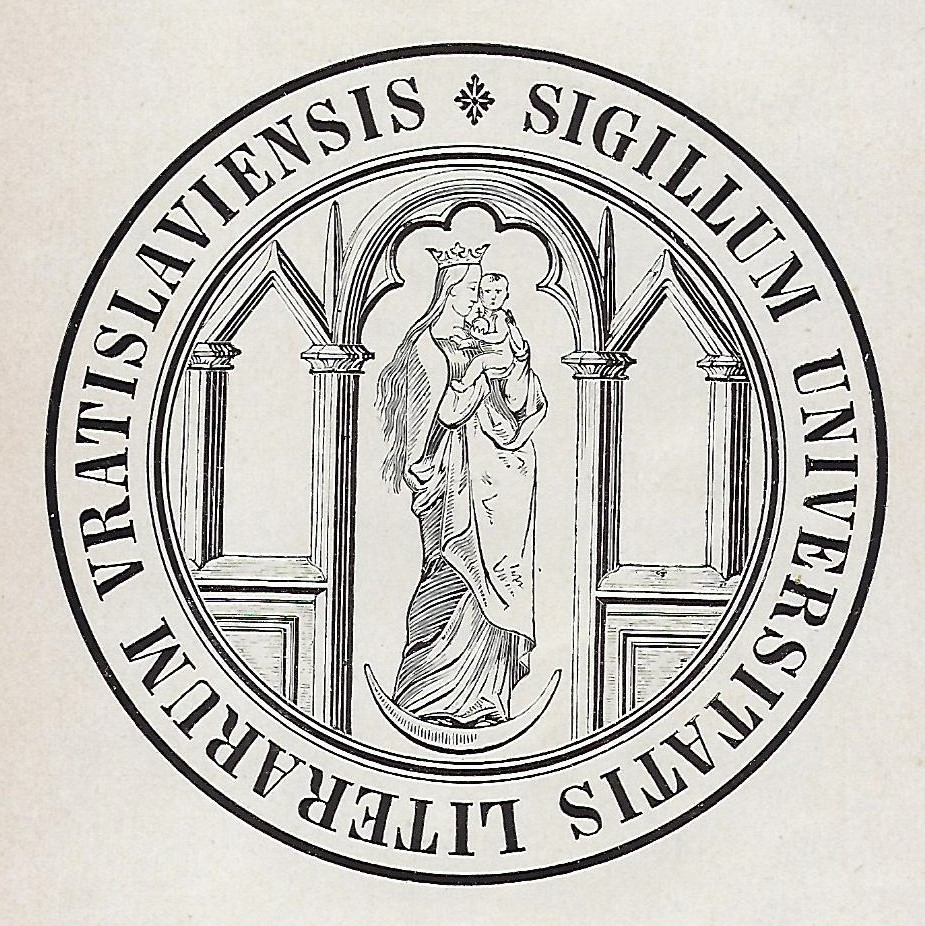
Siegel der Universität Breslau

Bei der Gründung der Friedrich-Wilhelms-Universität Breslau 1811 wurde für die Klassische Philologie nach dem Vorbild der Berliner Universität ein Seminar gegründet, dessen Direktoren zwei Ordinarien (ordentliche Professoren) waren. Die ersten Inhaber der Professuren, Johann Gottlob Theaenus Schneider und Ludwig Friedrich Heindorf wirkten nur kurze Zeit in Breslau. Unter ihren Nachfolgern Franz Passow und Karl Ernst Christoph Schneider wuchs die Zahl der Philologiestudenten an der Universität erheblich, so dass 1834 (nach dem Tode Passows; sein Nachfolger wurde Friedrich Ritschl) eine zusätzliche, zunächst außerordentliche Professur für Philologie und Archäologie eingerichtet wurde. Der erste Inhaber dieser Stelle, Julius Ambrosch, wurde 1839 zum Ordinarius befördert. 1845 wurde der Privatdozent Friedrich Wilhelm Wagner zum vierten (außerordentlichen) Professor neben Ritschls Nachfolger Friedrich Haase, Schneider und Ambrosch ernannt.
Als 1856 Ambrosch und Schneider starben, schlug die Fakultät Otto Jahn und Jacob Bernays als ihre Nachfolger vor. Beide wurden jedoch vom Ministerium abgelehnt: Jahn wegen seiner politischen Aktivitäten 1848/49, Bernays wegen seiner jüdischen Konfession. Stattdessen wurde August Rossbach als ordentlicher Professor für Philologie und Archäologie berufen. Schneiders Nachfolge trat Johannes Vahlen als Extraordinarius an. Bereits 1858 wechselte er nach Freiburg; seine Stelle wurde nicht neu besetzt. Seit 1857 war Rudolf Westphal außerordentlicher Professor (Nachfolger Wagners). Als er die Universität 1862 verließ, wurde Martin Hertz zu seinem Nachfolger ernannt und erhielt eine ordentliche Professur.
So existierten seit 1862 drei ordentliche Lehrstühle für Klassische Philologie. Der Zuwachs an Studenten führte dazu, dass neben diesen Stellen und den Privatdozenten 1873 eine weitere außerordentliche Professur eingeführt wurde, die 1875 auch im Etat verankert wurde. Nachdem die ersten Inhaber nur jeweils wenige Semester unterrichtet hatten, lehrte Konrad Zacher ab 1881 bis zu seinem Tod 1907 mehr als ein Vierteljahrhundert. Außerdem wurde 1871 der Philologische Verein zu Breslau gegründet, eine Studentenverbindung, die bis 1920 bestand (siehe Deutscher Wissenschafter-Verband).
In den 1880er-Jahren stagnierten die Studentenzahlen erst und nahmen dann so weit ab, dass um 1892 mehr Dozenten als Studenten am Seminar tätig waren. Die Ordinarien Hertz und Rossbach erlebten diese Zeit bei schlechter Gesundheit: Hertz ließ sich 1891 beurlauben und trat 1893 in den Ruhestand, Rossbach starb 1898 nach langer Krankheit. Nach seinem Tod wurden die zwei ordentlichen Professuren, die dem Seminar vorstanden, zu einer Stelle zusammengefasst, die Richard Foerster erhielt. Ab dem Wintersemester 1896/1897 stiegen die Studentenzahlen allmählich wieder an. 1902 wurde eine Assistentenstelle am Philologischen Seminar eingerichtet.
Als Ordinarien lehrten neben Foerster Friedrich Marx (1893–1896), Franz Skutsch (1896–1912), Eduard Norden (1898–1906), Paul Wendland (1906–1909) und Alfred Gercke (1909–1922). In den 20er und frühen 30er Jahren wirkten die Ordinarii Wilhelm Kroll (1913–1935), Ludolf Malten (1922–1945) und Konrat Ziegler (1920–1923) in Breslau. Die Klassische Archäologie war bis zu Foersters Emeritierung (1920) seinem Lehrstuhl für Philologie zugeordnet. Seit 1920 hatte sie mit Fritz Weege (bis 1945) einen eigenständigen Vertreter.
Während der Zeit des Nationalsozialismus gab es unter den Breslauer Philologen keine Entlassung aus rassischen Gründen wie an anderen Universitäten. Die Lehrstuhlvertreter profilierten sich nicht als Nationalsozialisten (mit Ausnahme von Hans Drexler), verhielten sich aber loyal bis angepasst. Im Frühjahr 1945 wurde die Universität Breslau bei der Einnahme der Stadt durch sowjetische Truppen zerstört, die Bestände der Bibliothek und des Museums gingen größtenteils verloren.

## Liste der Klassischen Philologen
Angegeben ist in der ersten Spalte der Name der Person und ihre Lebensdaten, in der zweiten Spalte wird der Eintritt in die Universität angegeben, in der dritten Spalte das Ausscheiden. Spalte vier nennt die höchste an der Universität Breslau erreichte Position. An anderen Universitäten kann der entsprechende Dozent eine noch weitergehende wissenschaftliche Karriere gemacht haben. Die nächste Spalte nennt Besonderheiten, den Werdegang oder andere Angaben in Bezug auf die Universität oder das Seminar. In der letzten Spalte stehen Bilder der Dozenten.
| Wissenschaftler                               | von       | bis       | Funktionen                 | Bemerkungen | Bild |
| --------------------------------------------- | --------- | --------- | -------------------------- | --- | ---- |
| Gabriel Gottfried Bredow (1773–1814)          | 1811      | 1814      | Ordinarius                 | Professor an der Viadrina, Historiker, oberster Leiter und Aufsichtführender über die Gelehrtenschulen des Regierungsbezirks Breslau |      |
| Johann Gottlob Theaenus Schneider (1750–1822) | 1811      | 1815      | Ordinarius                 | langjähriger Professor an der Viadrina in Frankfurt (Oder); Herausgeber verschiedener antiker Schriftsteller; konzentrierte sich mehr auf die Forschung als auf die Lehre                                                                                 |      |
| Ludwig Friedrich Heindorf (1774–1816)         | 1811      | 1816      | Ordinarius                 | Platon- und Tragödienforscher; unterrichtete wegen seiner schwachen Gesundheit nur wenig und wechselte 1816 nach Halle, wo er im selben Jahr starb |      |
| Franz Passow (1786–1833)                      | 1815      | 1833      | Ordinarius                 | Nachfolger Schneiders; Herausgeber des deutsch-griechischen Handwörterbuchs; gründete das Akademische Kunstmuseum der Universität Breslau |      |
| Eduard Gerhard (1795–1867)                    | 1816      | 1820      | Privatdozent               | Schülers August Boeckhs in Berlin, wechselte nach einer ausgedehnten Italienreise 1820–1826 zur Archäologie; ab 1833 Mitarbeiter an den Königlichen Museen zu Berlin und 1844 Ordinarius an der Universität                                               |      |
| Karl Ernst Christoph Schneider (1786–1856)    | 1816      | 1856      | Ordinarius                 | Nachfolger Heindorfs, bis 1818 Extraordinarius; hielt grammatische, textkritische und exegetische Übungen |      |
| Karl Linge (1782–1849)                        | 1817      | 1819      | Privatdozent               | ging als Gymnasialdirektor nach Ratibor |      |
| August Wellauer (1798–1831)                   | 1820      | 1826      | Privatdozent               | Aischylos- und Aristophanes-Spezialist, hielt Vorlesungen über Tragödie, Komödie, römische Satire und griechische Archäologie; ging als Prorektor an das Breslauer Elisabeth-Gymnasium                                                                    |      |
| Gustav Pinzger (1800–1838)                    | 1827      | 1828      | Privatdozent               | Spezialist für griechische Formenlehre und Grammatik sowie für hellenistische Literatur; ging als Prorektor an das Gymnasium Ratibor, später als Rektor nach Liegnitz                                                                                     |      |
| Nicolaus Bach (1802–1841)                     | 1828      | 1835      | Privatdozent               | Humboldt-Schüler, Spezialist für griechische Literatur des Hellenismus; ging als Gymnasialdirektor nach Fulda |      |
| August Wissowa (1797–1868)                    | 1828      | 1830      | Privatdozent               | hielt lateinische Vorlesungen und Übungen ab; später Direktor des katholischen Gymnasiums zu Breslau |      |
| Julius Held (1803–1864)                       | 1831      | 1834      | Privatdozent               | Oberlehrer am Magdalenen-Gymnasium, später Direktor des Gymnasiums zu Schweidnitz |      |
| Friedrich Ritschl (1806–1876)                 | 1833      | 1839      | Ordinarius                 | Nachfolger Passows, bis 1834 Extraordinarius; berühmter Textkritiker und Herausgeber lateinischer Autoren; wechselte nach Bonn |      |
| Julius Ambrosch (1804–1856)                   | 1834      | 1856      | Ordinarius                 | erster Inhaber der Professur für Philologie und Archäologie („Altertümer“), bis 1839 Extraordinarius |      |
| Friedrich Wilhelm Wagner (1814–1857)          | 1838      | 1857      | Extraordinarius            | Passow-Schüler, 1838 habilitiert, 1845 außerordentlicher Professor; hielt Vorlesungen über griechische Literatur |      |
| Friedrich Haase (1808–1867)                   | 1840      | 1867      | Ordinarius                 | Nachfolger Ritschls, bis 1846 Extraordinarius; gab die Schriften von Thukydides, Velleius Paterculus, Seneca und Tacitus heraus |      |
| August Rossbach (1823–1898)                   | 1856      | 1898      | Ordinarius                 | Nachfolger Ambroschs, Professor für Philologie und Archäologie; langjähriger Leiter des Akademischen Kunstmuseums, erweiterte die Abgusssammlung |      |
| Johannes Vahlen (1830–1911)                   | 1856      | 1858      | Extraordinarius            | Nachfolger Schneiders; wechselte nach Freiburg, später nach Berlin |      |
| Rudolf Westphal (1826–1892)                   | 1857      | 1862      | Extraordinarius            | Spezialist für antike Musik, in der Fachwelt umstritten; verließ 1862 die Universität und lebte als Privatgelehrter |      |
| Eduard Lübbert (1830–1889)                    | 1859      | 1864      | Privatdozent               | wechselte 1865 als Extraordinarius nach Gießen, später nach Kiel und Bonn |      |
| Martin Hertz (1818–1895)                      | 1862      | 1893      | Ordinarius                 | Nachfolger Westphals (Ordinarius); gab als Latinist bedeutende Textausgaben von Horaz und Aulus Gellius heraus; 1891 beurlaubt, 1893 emeritiert |      |
| August Reifferscheid (1835–1887)              | 1868      | 1885      | Ordinarius                 | Nachfolger Haases |      |
| Hugo Blümner (1844–1919)                      | 1870      | 1875      | Privatdozent               | Archäologe und Philologe, wechselte 1875 als Extraordinarius nach Königsberg, 1877 als Ordinarius nach Zürich |      |
| Richard Foerster (1843–1920)                  | 1870 1890 | 1875 1922 | Extraordinarius Ordinarius | 1868 habilitiert, 1873 Extraordinarius; wechselte 1875 als Ordinarius nach Rostock; kehrte 1890 als Nachfolger Studemunds nach Breslau zurück und erhielt 1898 die vereinigte Seminarführung und Professur der Eloquenz                                   |      |
| Arthur Ludwich (1840–1920)                    | 1876      | 1878      | Extraordinarius            | Nachfolger Foersters; Spezialist für die griechischen Epen und deren Rezeption; wechselte nach Königsberg |      |
| Georg Kaibel (1849–1901)                      | 1879      | 1881      | Extraordinarius            | Nachfolger Ludwichs; Aristoteles- und Komödienforscher, wechselte als Ordinarius nach Rostock |      |
| Konrad Zacher (1851–1907)                     | 1881      | 1907      | Extraordinarius            | Nachfolger Kaibels; Spezialist für griechische und römische Metrik, las über Aristophanes, Horaz und Juvenal |      |
| Georg Wissowa (1859–1931)                     | 1882      | 1886      | Privatdozent               | Reifferscheid-Schüler, später Spezialist für römische Religion und Herausgeber der Realencyclopädie der classischen Altertumswissenschaft; wechselte als Extraordinarius nach Königsberg                                                                  |      |
| Leopold Cohn (1856–1915)                      | 1884      | 1915      | Privatdozent               | Habilitation 1884, seit 1889 Bibliothekar, 1897 Professorentitel, 1902 Oberbibliothekar; Spezialist für hellenistische und jüdische Literatur, Herausgeber der Werke Philons                                                                              |      |
| Wilhelm Studemund (1843–1889)                 | 1886      | 1889      | Ordinarius                 | Nachfolger Reifferscheids; Plautus-Spezialist und Herausgeber der Institutiones des Gaius |      |
| Otto Rossbach (1858–1931)                     | 1887      | 1890      | Privatdozent               | 1887 Habilitation für Philologie und Archäologie; wechselte als Extraordinarius nach Kiel, später als Ordinarius nach Königsberg |      |
| Richard Reitzenstein (1861–1931)              | 1888      | 1889      | Privatdozent               | Schüler von Vahlen und Mommsen in Berlin, 1888 habilitiert; wechselte als Extraordinarius nach Rostock, später als Ordinarius nach Gießen, Straßburg, Freiburg und Göttingen                                                                              |      |
| Franz Skutsch (1865–1912)                     | 1890      | 1912      | Ordinarius                 | 1890 habilitiert; 1896 Ordinarius als Nachfolger von Marx; Spezialist für römische Literatur, besonders der späten Republik und der augusteischen Zeit |      |
| Friedrich Marx (1859–1941)                    | 1893      | 1896      | Ordinarius                 | Nachfolger von Hertz; Spezialist für römische Literatur, besonders Rhetorik und Patristik; wechselte nach Wien, später nach Leipzig und Bonn |      |
| Wilhelm Kroll (1869–1939)                     | 1894 1913 | 1899 1935 | Privatdozent Ordinarius    | Privatdozent, wechselte nach Greifswald, später nach Münster; 1913 Nachfolger Skutschs; Spezialist für antike Philosophie, Dichtung, Rhetorik und Religionsgeschichte; Herausgeber der Realencyclopädie der classischen Altertumswissenschaft (1906–1939) |      |
| Carl Friedrich Wilhelm Müller (1830–1903)     | 1896      | 1903      | Honorarprofessor           | Latinist, Spezialist für lateinische Metrik und Syntax |      |
| Eduard Norden (1868–1941)                     | 1898      | 1906      | Ordinarius                 | nach Rossbachs Tod berufen (nomineller Nachfolger Foersters), Latinist; wechselte nach Berlin |      |
| Richard Wünsch (1869–1915)                    | 1898      | 1902      | Privatdozent               | Religionswissenschaftler, Spezialist für Fluchtafeln; wechselte als Ordinarius nach Gießen |      |
| Felix Jacoby (1876–1959)                      | 1902      | 1906      | Privatdozent               | 1902–1903 Assistent; Spezialist für griechische Geschichtsschreibung, später Herausgeber der Fragmente der griechischen Historiker; wechselte als Extraordinarius nach Kiel                                                                               |      |
| Walter Volkmann (1857–1909)                   | 1903      | 1909      | Assistent                  | Spezialist für römische Literatur (Cicero, Ovid), vorher Gymnasiallehrer |      |
| Paul Wendland (1864–1915)                     | 1906      | 1909      | Ordinarius                 | Nachfolger Nordens; wechselte nach Göttingen; Philon-Herausgeber mit Leopold Cohn |      |
| Eduard Scheer (1840–1916)                     | 1908      | 1916      | Honorarprofessor           | Spezialist für griechische Dichtung, insbesondere Lykophron und Aischylos; vorher Gymnasiallehrer |      |
| Alfred Gercke (1860–1922)                     | 1909      | 1922      | Ordinarius                 | Nachfolger Wendlands; Mitherausgeber der Einleitung in die Altertumswissenschaft („Gercke-Norden“) |      |
| Konrat Ziegler (1884–1974)                    | 1907      | 1923      | Ordinarius                 | 1907 habilitiert, 1909 Extraordinarius (Nachfolger Zachers), 1920 persönlicher Ordinarius; wechselte nach Greifswald |      |
| Josef Kroll (1889–1980)                       | 1916      | 1918      | Assistent                  | Schüler von Wilhelm Kroll, Assistent (ernannt 1914); wechselte nach Braunsberg, später nach Köln |      |
| Ludolf Malten (1879–1969)                     | 1922      | 1945      | Ordinarius                 | Nachfolger Gerckes; Spezialist für antike Religionsgeschichte und Mythologie; nach der Flucht 1945 persönlicher Ordinarius in Göttingen |      |
| Friedrich Focke (1890–1970)                   | 1923      | 1925      | Privatdozent               | Spezialist für griechische Geschichtsschreibung; wechselte nach Tübingen |      |
| Joseph Klapper (1880–1967)                    | 1924      | 1945      | außerplanmäßiger Professor | Kunsthistoriker und Volkskundler, 1924 für Mittellateinische Philologie habilitiert, 1929 apl. Prof.; lehrte später als Gymnasiallehrer und Dozent in Erfurt                                                                                              |      |
| Georg Ostrogorsky (1902–1976)                 | 1928      | 1933      | Privatdozent               | russischer Emigrant, lehrte Byzantinische Philologie und Geschichte; 1933 entlassen; wechselte nach Prag, später nach Belgrad |      |
| Willi Göber (1899–1961)                       | 1929      | 1945      | Lehrbeauftragter           | Bibliothekar und Handschriftenforscher, mit der Abhaltung griechischer Sprachübungen beauftragt |      |
| Isaak Heinemann (1876–1957)                   | 1930      | 1933      | Honorarprofessor           | Dozent für Religionsphilosophie des Altertums und Mittelalters am Jüdisch-Theologischen Seminar, von 1930 bis 1933 gleichzeitig Honorarprofessor für Hellenismus an der Universität Breslau; emigrierte 1938 nach Jerusalem                               |      |
| Hans Drexler (1895–1984)                      | 1932      | 1940      | Ordinarius                 | zunächst außerplanmäßiger Professor, 1935 Ordinarius als Nachfolger Krolls; Spezialist für römische Literatur, profilierter Nationalsozialist und Wissenschaftspolitiker; wechselte nach Göttingen, wo er 1945 entlassen wurde                            |      |
| Jürgen Kroymann (1911–1980)                   | 1938      | 1942      | Oberassistent              | wurde 1942 zum Kriegsdienst eingezogen; arbeitete nach Kriegsende als Gymnasiallehrer und Dozent in Tübingen |      |
| Wilhelm Süß (1882–1969)                       | 1940      | 1945      | Ordinarius                 | Nachfolger Drexlers; Spezialist für griechische Rhetorik und Komödie; nach der Flucht 1946 Ordinarius in Mainz |      |